# 아노말롭스과
아노말롭스과(Anomalopidae)는 납작금눈돔목에 속하는 조기어류과의 하나이다. 전세계의 열대 수역에서 발견된다. 일부 종은 얕은 수심 또는 야간에 산호초 속에서 움직이지만, 대부분은 심해에서만 사는 물고기이다. 몸길이는 보통 약 14cm정도지만 일부 종은 이 크기의 두배에 달하기도 한다. 작은 갑각류를 먹는다.

## 하위 속
아노말롭스과는 다음과 같이 분류한다.
- Anomalops
- Kryptophanaron
- Parmops
- Photoblepharon
- Phthanophaneron
- Protoblepharon